# Moure (Felgueiras)
Pour les articles homonymes, voir Moure.
Moure est une paroisse civile du municipe de Felgueiras (district de Porto, Portugal).

## Organes de la paroisse
- L'assemblée de paroisse est présidée par Pedro Fernando Brochado de Sousa (groupe "PPD/PSD").
- Le conseil de paroisse est présidé par João de Sousa Alves da Rocha (groupe "PPD/PSD").